# 세이센촌
세이센촌(清泉村)은 일본 구마모토현 기쿠치군에 설치되었던 촌이다. 현재의 기쿠치시의 일부에 해당한다.